# Ak Jol (Kazakhstan)
Ne doit pas être confondu avec Ak Jol (Kirghizstan).
Ak Jol (en kazakh : Ақ жол, en forme longue kazakh : Ақ жол демократиялық партиясы, traduit en français : Parti de la démocratie « La voie blanche ») est un parti politique kazakh.